# اتحاد أيرلندا الشمالية لكرة القدم
اتحاد أيرلندا الشمالية لكرة القدم (رسميًا الاتحاد الأيرلندي لكرة القدم) (بالإنجليزية: The Irish Football Association)‏؛ هو الاتحاد المنظم لرياضة كرة القدم في أيرلندا الشمالية، تأسس في عام 1880 وانضم إلى الاتحاد الدولي لكرة القدم في 1911 وانضم إلى الاتحاد الأوروبي لكرة القدم في 1954.